# Catena Fiorello
Catena Fiorello (Catania, 10 agosto 1966) è una scrittrice, autrice televisiva e conduttrice televisiva italiana.

## Biografia
Sorella di Giuseppe e Rosario Fiorello, dopo aver interrotto gli studi universitari si trasferisce a Le Grazie (Portovenere) in provincia di La Spezia, dove nei primi anni '90 gestisce un'agenzia matrimoniale. In seguito al grande successo ottenuto da Rosario, si trasferisce a Roma e collabora come autrice di suo fratello nei programmi Buona Domenica (1995/1996) e Festivalbar nelle edizioni del 1997 e 1998. Nel 2005 è autrice e conduttrice di Nati senza camicia su Rai 3. Mentre l'anno successivo, è autrice e conduttrice di Blog - reazione a catena su Rai 2 e inizia a collaborare con alcuni giornali nazionali. Nel 2009 conduce il programma L'isola del Gusto, andato in onda su Alice, coadiuvata dall'attrice Alessandra Costanzo, esperienza che ripete anche nel 2011.
Nel 2013 pubblica Dacci oggi il nostro pane quotidiano, un libro sulla vita familiare dell'autrice in cui spiccano le ricette di cucina povera della madre, inserite per descrivere, anche attraverso l'arte culinaria, l'ambiente della sua casa. Nel 2018 con il romanzo Picciridda vince il Premio Elsa Morante Ragazzi (ex aequo con Aldo Cazzullo).
Da Picciridda è stato tratto l'omonimo film, per la regia di Paolo Licata, presentato alla 65ª edizione del Taormina Film Fest.
Nel giugno 2019, durante un'intervista con Maurizio Costanzo, all'interno del programma televisivo S'è fatta notte, ha raccontato di aver avuto un tumore al seno sconfitto grazie alle indagini del suo radiologo. Nello stesso anno recita nei film A mano disarmata e Nati 2 volte.
Dal 2020, con l'uscita del romanzo Cinque donne e un arancino, si firma Catena Fiorello Galeano, aggiungendo al cognome paterno anche quello della madre. Nel marzo 2021 recita una piccola parte in Svegliati amore mio, miniserie di Canale 5 diretta da Ricky Tognazzi e Simona Izzo.
Due anni dopo esce un altro romanzo, Ciatuzzu.
Nel luglio del 2023 riceve a Marciana Marina (isola d'Elba) il Premio letterario La Tore isola d'Elba (19ª edizione).

## Opere
- Nati senza camicia. Venti interviste a grandi imprenditori e personaggi famosi che hanno cambiato il loro destino con la sola forza di volontà, Milano, Baldini & Castoldi, 2003. ISBN 88-8490-257-6.
- Picciridda, Milano, Baldini Castoldi Dalai, 2006. ISBN 88-8490-929-5.
- Casca il mondo, casca la terra, Milano, Rizzoli, 2012. ISBN 978-88-17-05479-9.
- Dacci oggi il nostro pane quotidiano. Ricordi, sogni e ricette di una famiglia come tante. La mia, Milano, Rizzoli, 2013. ISBN 978-88-17-03757-0.
- Un padre è un padre, Milano, Rizzoli, 2014.
- L'amore a due passi, Giunti, 2016. ISBN 9788809817173.
- Un amore fra le stelle, Baldini + Castoldi, 2017
- Tutte le volte che ho pianto, Giunti, 2019.
- Cinque donne e un arancino (per la serie Le signore di Monte Pepe), Giunti, 2020.
- Amuri, Giunti, 2021. ISBN 9788809910768.
- Piccione picciò, Giunti, 2021. ISBN 9788809899940.
- I cannoli di Marites (per la serie Le signore di Monte Pepe), Giunti, 2022.
- Ciatuzzu, Rizzoli, 2023. ISBN 9788817174169.
- Granita e baguette. Una notte d’amore a Parigi al sapore di Sicilia (per la serie Le signore di Monte Pepe), Giunti, 2024. ISBN 9788809912458.

## Filmografia

### Cinema
- Nati 2 volte, regia di Pierluigi Di Lallo (2019)
- A mano disarmata, regia di Claudio Bonivento (2019)

### Televisione
- L'Isola del Gusto - programma televisivo (2009 e 2011)

- Svegliati amore mio, regia di Simona Izzo e Ricky Tognazzi – miniserie TV (2021)

## Riconoscimenti
- Premio Elsa Morante Ragazzi 2018 per Picciridda[7]
- Premio 91023 – Eccellenze delle isole Egadi[8]
- Premio letterario La Tore isola d'Elba per Ciatuzzu e per la sua complessiva carriera di autrice e scrittrice.[9]